# Georg Ludwig Koeler
Georg Ludwig Koeler (* 31. Mai 1764 in Göttingen; † 22. April 1807 in Mainz) war ein deutscher Botaniker und Arzt. Sein offizielles botanisches Autorenkürzel lautet „Koeler“.

## Werdegang

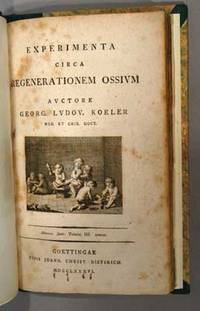
„Experimenta circa regenerationem ossium“

Koeler war ein Sohn des Numismatikers und Göttinger Professors Johann Tobias Köhler. Am 30. Oktober 1780 immatrikulierte er sich an der Georg-August-Universität Göttingen, um auf Anregung seines Onkels, des Chirurgen August Gottlieb Richter, Medizin zu studieren. Zu seinen Lehrern dort gehörten auch Johann Friedrich Blumenbach und Johan Andreas Murray. Thema seiner Promotionsarbeit „Experimenta circa regenerationem ossium“ 1786 war die Regeneration der Knochen.
Koeler heiratete Elisabeth Friederike geborene Amelung (1773–1832) aus Grünenplan. Die gemeinsame Tochter Louise Katharina Adelaide geborene Köler (* 30. Dezember 1793 in Wörrstadt; † 19. September 1875 in Darmstadt) heiratete Johann Jakob Parcus.
Koeler praktizierte als Leibmedikus und Landphysikus des Rheingrafen Carl Ludwig zu (Salm-)Grumbach in Flonheim und seit 1786 in Wörrstadt. Der Arzt war seit seiner Studienzeit mit Georg Forster in Mainz befreundet und konnte dessen politischen Einfluss als „Klubist“ verschiedentlich nutzen. Er geriet aber dadurch selbst in den Verdacht ähnlicher revolutionärer Gesinnung. 1799 wurde Koeler als Professor der „Historia naturalis“ an die Universität Mainz berufen und vertrat nach deren Umwandlung in eine vorläufige „École spéciale de médicine“ (1803) sein auf „Materia medica“ und Botanik eingeschränktes Fach weiter. Als er während einer Grippe- und Typhusepidemie im Frühjahr 1807 an Stelle des ausgefallenen Chefarztes Pierre Joseph Duhem (1758–1807) das Militärhospital in Mainz weiterführte, steckte er sich an und starb. Sein Grab befindet sich noch heute auf dem Mainzer Hauptfriedhof.

## Wirken
Koeler begann 1786 mit botanischen Studien im Rheingau. Sein Ziel war es, eine „Flora von Deutschland, Frankreich und der Schweiz“ zu schreiben. Der Wissenschaftler gab bedeutenden Botanikern, wie Augustin-Pyrame de Candolle in Genf, wesentliche Impulse. Dieser griff bei seiner Überarbeitung (1805–1815) der „Flore française“ von Lamarck auf zahlreiche unveröffentlichte Befunde Koelers zurück. Candolle nennt auf Koeler zurückgehende Pflanzenstandorte und erhielt auch Herbarmaterial von Koeler.
Aufgrund seiner systematischen Erschließung der Flora, vor allem der Gräser, und seiner für diese Zeit beachtlichen Untersuchungen pflanzenphysiologischer Phänomene wie Wachstum, Verzweigung, Knospung und Blüte zählt Koeler zu den herausragenden Botanikern seiner Zeit. Dies wird durch einen Brief von 1805 an den Botaniker der Kaiserin Josephine, Étienne Pierre Ventenat, belegt, dem er auch die Gramineengattung Ventenata widmete.
Als Koeler die Rohdaten für seine geplante große Flora weitgehend zusammengestellt hatte, veröffentlichte er als deren schwierigsten – und einzigen – Teil das Kapitel Gräser.

## Ehrungen und Auszeichnungen
- Mitglied der Akademie der Wissenschaften zu Göttingen
- Mitglied der Regensburgischen Botanischen Gesellschaft

Die Pflanzengattung Koeleria Pers. ist nach ihm benannt worden, um Koelers Verdienste in Bezug auf die Gramineen zu würdigen.

## Schriften (Auswahl)
- Berichtigung der in B. Ruf’s Schrift dargestellten Geschichte der Entbindung und des Wochenbetts der Frau W … bis zum achtzehnten Pluvios und Fortsetzung dieser Geschichte bis zum Tode der Kindbetterin und der Oefnung des Leichnams, 1800.
- Descriptio Graminum in Gallia et Germania tam sponte nascentium quam humana industria copiosius provenientium. Francofurti ad Moenum, Apud Varrentrapp et Wenner, 1802 (doi:10.5962/bhl.title.15586).
- Sur la disposition des espèces du genre Veronica …, in: Recueil des Mémoires et Actes de la Société des Sciences et Arts du Départem. du Mont-Tonnère I, 1804, S. 65–76.
- Lettre à M. Ventenat sur les boutons et ramifications des plantes, la naissance de ces organes et les rapports organiques existant entre le tronc et les branches. 1805.
- Observationes spectantes ad Salsolam arenarium nonnullasque alias species affinas, in: J. J. Roemer, Collectanea ad omnem rem botanicam spectantia, 1809, S. 45–74.